# 등연
등연(鄧淵, ? ~ 195년 음력 11월)은 후한 말의 정치가이다. '등연'은 《속한서》의 기록으로, 《후한서》에는 당 고조의 휘를 피하기 위하여 등천(鄧泉)으로 기록되어 있다. 이는 저자 범엽이 아닌 이현(李賢)이 임의로 본문을 고친 것이다.

## 행적
흥평 2년(195년) 11월 경오일, 이각 · 곽사 등이 헌제의 어가를 추격하였다. 헌제를 모신 군세는 이각 등에 맞서 동간(東澗)에서 싸웠으나 패하였고, 이각 등은 치중을 노략질하였다. 이때 광록훈 등연은 위위 사손서 · 정위 선번 · 소부 전빈 등 수십 명과 함께 피살되었다.

## 출전
- 사마표, 《속한서》 제13 오행(五行)1
- 범엽, 《후한서》 권9 효헌제기(孝獻帝紀)

| 전임 조겸 | 후한의 광록훈 ? ~ 195년 음력 11월 경오일 | 후임 환전 |